# Tula
|  | Per a altres significats, vegeu «Tula (desambiguació)». |

Tula (del nàhuatl «Tōllan», 'lloc de tules'), també coneguda com a Tollan-Xicocotitlan (del nàhuatl Tōllan-Xīcocotitlan); (Tula és la forma castellanitzada de Tōllan) és una ciutat arqueològica precolombina situada al municipi de Tula de Allende, al sud de l'estat d'Hidalgo, Mèxic, a 70 km. de la capital, i forma part del Parc Nacional Tula.
Fou la capital de l'estat tolteca, que es va desenvolupar al centre de Mèxic durant el període postclàssic primerenc de Mesoamèrica. En aquesta ciutat s'hi assentava el principal poder polític de les valls de Mèxic i Puebla-Tlaxcala entre los segles x i xii. La seva influència abastava llocs tan distants com la península de Yucatán, El Salvador i Nicaragua. Cal no confondre-la amb el lloc mitològic denominat Tōllan, la identificació del qual amb Tollan-Xicocotitlan ha estat posada en dubte en textos recents.
Els primers habitants (probablement, un grup de txitximeques) arribaren a Tula al segle viii. Després va ocórrer l'arribada dels nonalques, un poble de llengua nàhuatl que adorava el déu Quetzalcoatl.
La ciutat va ser fundada per Ce Ácatl Topiltzin Quetzalcoatl, sobirà que va donar gran prosperitat a la regió, la mateixa que es va veure truncada per l'enfrontament entre seguidors del déu Quetzalcoatl i Tezcatlipoca, déus tremendament enfrontats en la mitologia asteca. Al cap i a la fi, els seguidors del "déu nocturn" expulsaren els tolteques que professaven la creença cap a la serp emplomada, i van haver d'emigrar cap al sud, cap al golf, fins a arribar a la península de Yucatán. Allà van fundar ciutats com Chichén Itzá, nom que al·ludeix a la fusió dels itzaes i els txitximeques, origen aquest darrer del poble tolteca.
S'ha de considerar que Tollan va ser edificada d'una manera diferent que Teotihuacan, ja no era una gran ciutat sobre una extensa planícia sense cap defensa; la ciutat s'aixecava sobre un puig, i era molt més fàcil de defensar. Sabent que es trobava a la frontera amb les tribus txitximeques, se suposa un constant atac d'aquests contra la capital tolteca; és per això que, a Tollan, va terminar imperant un estat militar que controlà els pobles limítrofs i, d'aquesta manera, els cobraven tribut, impost inventat pels tolteques.